# إسراء رخا
إسراء رخا هي ممثلة مصرية وُلدت بمحافظة الإسكندرية ثُم انتقلت مع أسرتها للعيش بحي المعادي بالقاهرة، وتخرجت في قسم التمثيل والإخراج بالمعهد العالي للفنون المسرحية، وشاركت في العديد من الأعمال التليفزيونية.

## مسيرتها الفنية
بدأت إسراء رخا مسيرتها الفنية بالتمثيل على مسرح الجامعة أثناء فترة دراستها بالمعهد العالي للفنون المسرحية،
ثُم توالت أدوارها ومشاركاتها في الأعمال التليفزيونيّة العربية والتي كان من أبرزها دورها في مسلسل «جمال الحريم» للمخرجة منال الصيفي والذي عُرض في عام 2020، ودورها في مسلسل «دوبامين» الذي عُرض في عام 2021 وكان من إخراج رؤوف عبد العزيز.

## أعمالها
| سنة العرض | اسم العمل                                            | نوع العمل | الدور |
| --------- | ---------------------------------------------------- | --------- | ----- |
| 2022      | انحراف                                               | مسلسل     | مايان |
| 2022      | دوبامين                                              | مسلسل     | تالين |
| 2021      | القاهرة: كابول                                       | مسلسل     | راندا |
| 2021      | حلوة الدنيا سكر (حكاية لو كنت يوم انساك)             | مسلسل     |       |
| 2021      | خارج السيطرة (حكاية شبح البدروم)                     | مسلسل     | لبنى  |
| 2021      | زي القمر - الموسم الثاني (حكاية إن كبر ابنك)         | مسلسل     |       |
| 2021      | لحم غزال                                             | مسلسل     |       |
| 2021      | نصيبي وقسمتك - الموسم الرابع (حكاية النظارة البيضاء) | مسلسل     |       |
| 2020      | جمال الحريم                                          | مسلسل     | ندى   |
| 2020      | شاهد عيان                                            | مسلسل     |       |
| 2019-2020 | الآنسة فرح l                                         | مسلسل     |       |
| 2019      | نصيبي وقسمتك - الموسم الثالث                         | مسلسل     |       |

## روابط خارجية
- صفحة الممثلة على موقع قاعدة بيانات الأفلام العربية